# Dial Hard
Albums de Gotthard
Gotthard G.
(1996)
Singles
1. Mountain Mama
Sortie : décembre 1993
2. Higher
Sortie : 21 janvier 1994
3. I'm On My way
Sortie : 1994
4. I'm Your Travellin' Man
Sortie : 1994

Dial Hard est le deuxième album studio du groupe de hard rock suisse, Gotthard. Il est sorti le 21 janvier 1994 sur le label Ariola Records et a été produit par Chris Von Rohr.

## Historique
Cet album fut enregistré en 1993 à Hollywood en Californie dans les Fortress Studios sous la houlette du bassiste et membre fondateur du groupe de hard rock suisse Krokus. Ce-dernier co-signa, hormis les reprises,  tous les titres de l'album. Au rayon des reprises, il y en deux sur l'album, la première est Travellin' Man du groupe américano-suisse Cobra, un titre composé par Mandy Meyer, guitariste suisse qui avait fait partie brièvement de Krokus dans les années 80 et qui deviendra membre de Gotthard à partir de l'album D-Frosted. La seconde est un classique des Beatles, Come Together dans une version très "musclée".
Dès sa sortie, il se classa à la 2e place des charts suisses avant de s'emparer de la première place pendant cinq semaines d'affilée. Il sera certifié disque de platine en Suisse en 1994 pour plus de 50 000 albums vendus.

## Liste des titres
| No  | Titre                   | Auteur                               | Durée |
| --- | ----------------------- | ------------------------------------ | ----- |
| 1.  | Higher                  | Steve Lee, Leo Leoni, Chris Von Rohr | 4:32  |
| 2.  | Mountain Mama           | Lee, Leoni, Von Rohr                 | 3:52  |
| 3.  | Here Comes the Heat     | Lee, Leoni, Von Rohr                 | 3:01  |
| 4.  | She Goes Down           | Lee, Leoni, Von Rohr                 |       |
| 5.  | I'm Your Travellin' Man | Mandy Meyer                          | 5:25  |
| 6.  | Love for Money          | Lee, Leoni, Von Rohr                 | 3:40  |
| 7.  | Get It While You Can    | Lee, Leoni, Von Rohr                 | 5:42  |
| 8.  | Come Together           | John Lennon, Paul McCartney          | 4:47  |
| 9.  | Dirty Devil Rock        | Lee, Leoni, Von Rohr                 | 4:15  |
| 10. | Open Fire               | Lee, Leoni, Von Rohr                 | 4:56  |
| 11. | I'm On My Way           | Lee, Leoni, Von Rohr                 | 5:58  |

Titres bonus de l'édition japonaise 1994 
| No  | Titre           | Auteur                                                 | Durée |
| --- | --------------- | ------------------------------------------------------ | ----- |
| 12. | Good Time Lover | Lee, Leoni, Von Rohr                                   | 5:16  |
| 13. | Rock and Roll   | John Bonham, John Paul Jones, Jimmy Page, Robert Plant | 4:45  |

## Musiciens
Gotthard
- Steve Lee: chant
- Leo Leoni: guitares, Talkbox, chœurs
- Marc Lynn: basse
- Hena Habegger: batterie, percussions

Musiciens additionels
- Steve Bailey: basse sur Dirty Devil Rock et I'm On My Way
- Steve Bishop: guitare solo sur I'm Your Travellin' Man et I'm On My Way
- Pat Regan: claviers

## Charts et certification
| Pays      | Durée du classement | Meilleur classement |
| --------- | ------------------- | ------------------- |
| Allemagne | 9 semaines          | 60e                 |
| Suisse    | 23 semaines         | 1er                 |

| Pays   | Certification | Ventes   | Date |
| ------ | ------------- | -------- | ---- |
| Suisse | Platine       | 50 000 + | 1994 |

Charts single
| Année       | Pays                         | Titre         | Durée du classement | Meilleur classement |
| ----------- | ---------------------------- | ------------- | ------------------- | ------------------- |
| 1993 - 1994 | Suisse (Schweizer Hitparade) | Mountain Mama | 17 semaines         | 11e                 |